# Un anno straordinario
Un anno straordinario è un documentario del 2023 curato da Iacopo Volpi, con la regia di Mario Maellaro e realizzato da AF Project con il patrocinio della Federazione Italiana Pallavolo (FIPAV). È stato trasmesso su Rai 2 il 13 gennaio 2023.
Il documentario racconta il vittorioso anno solare vissuto dalla pallavolo italiana tra il 2021 e il 2022: dalla nazionale maschile, vittoriosa all'europeo 2021 e al mondiale 2022, a quella femminile, vincitrice dell'europeo 2021 e della Volleyball Nations League 2022 oltreché terza classificata al mondiale 2022.
Lo stesso team ha poi realizzato il seguito Sempre per sempre - Noi Italia, incentrato sugli europei del 2023 e trasmesso il 19 dicembre dello stesso anno.

## Trama
Il lavoro ripercorre tutti i momenti più importanti della stagione del riscatto della pallavolo azzurra, partendo dalla delusione dopo i Giochi Olimpici di Tokyo 2020. 
Dalla voce dei protagonisti si comprende come, nonostante alcune critiche, si siano rituffate entrambe le squadre in palestra con ancor più impegno di prima per dimostrare a tutta l'Italia, e non solo, la loro forza. Tutto ciò ha portato le ragazze di Davide Mazzanti a conquistare le vittorie all'europeo 2021 e alla Volleyball Nations League 2022, e i ragazzi di Ferdinando De Giorgi a conquistare l'oro al mondiale 2022 in Polonia, dopo quello conquistato all'europeo 2021 disputato l'anno prima nello stesso Paese.
Il documentario si incentra su quanto le due nazionali di pallavolo italiane hanno saputo raccogliere in poco più di quindici mesi, riscattando quella che per taluni era stata una delusione legata ai risultati olimpici di Tokio. Il lavoro è strutturato come un passaggio confessionale dei singoli atleti delle due squadre, come mai realizzato prima nella pallavolo nazionale italiana, delineando il profilo di due squadre con tratti molto comuni fra loro.
Il documentario è stato realizzato utilizzando anche materiale di repertorio inedito Rai con l'obiettivo di mettere in luce gli aspetti meno noti al pubblico dei protagonisti delle stagioni 2021 e 2022, che ha visto l’Italia tornare ai vertici della pallavolo mondiale.

## Produzione
Il documentario è stato girato in 4K con tecnologie cinematografiche e con l’ausilio di materiale tratto dalle teche Rai.
Le riprese hanno avuto luogo soprattutto all'interno dei palasport dove molti dei protagonisti giocano con le proprie squadre di club: in particolare la troupe si è recata negli impianti delle città di Trento, Novara, Piacenza, Monza, Perugia, Civitanova Marche e Firenze. Le riprese con il presidente della FIPAV, Giuseppe Manfredi, sono state invece realizzate nella sede federale di Roma.